# Taurus Awards 2017
Die Taurus Awards 2017 waren die 16. Verleihung des Taurus Award, eine US-amerikanische Auszeichnung für Filmstunts, welche am 20. März 2017 stattfanden.

## Verleihung
Als größter Gewinner ging die Filmproduktion The First Avenger: Civil War aus der Verleihung hervor, die in sieben Kategorien nominiert wurde und in vier Kategorien Auszeichnungen erhielt. In der Kategorie Best Fight war der Film gleich zweimal nominiert. Auch Hacksaw Ridge – Die Entscheidung hat mit Auszeichnungen in allen drei nominierten Kategorien brilliert.

## Gewinner und Nominierte
Im Jahr 2017 erfolgte die Verleihung der Taurus Awards in folgenden Kategorien.
Zeitleiste der Kategorien des Taurus Award
Die Auszeichnungen wurden in neun Kategorien verliehen, in denen insgesamt 27 verschiedene Filme nominiert wurden. Dabei wurden die Filme The First Avenger: Civil War (7 Nominierungen), Hacksaw Ridge – Die Entscheidung (3 Nominierungen) und Die glorreichen Sieben (3 Nominierungen) am häufigsten nominiert. Mit vier Auszeichnungen erhielt The First Avenger: Civil War die meisten Taurus Awards.
Folgende Filme des Vorjahres wurden 2017 nominiert sowie mit dem Taurus Award ausgezeichnet.
| Kategorie (Englische Originalbezeichnung)                                 | Nominierte Filme (Gewinner fett markiert)                |
| ------------------------------------------------------------------------- | -------------------------------------------------------- |
| Beste Kampfszene (Best Fight)                                             | Batman v Superman: Dawn of Justice                       |
| Beste Kampfszene (Best Fight)                                             | The First Avenger: Civil War                             |
| Beste Kampfszene (Best Fight)                                             | The First Avenger: Civil War                             |
| Beste Kampfszene (Best Fight)                                             | Hacksaw Ridge                                            |
| Beste Kampfszene (Best Fight)                                             | Die Unfassbaren 2                                        |
| Bester Stunt in der Höhe (Best High Work)                                 | Die Bestimmung – Allegiant                               |
| Bester Stunt in der Höhe (Best High Work)                                 | The First Avenger: Civil War                             |
| Bester Stunt in der Höhe (Best High Work)                                 | Deepwater Horizon                                        |
| Bester Stunt in der Höhe (Best High Work)                                 | Hardcore                                                 |
| Bester Stunt in der Höhe (Best High Work)                                 | Bastille Day                                             |
| Bestes Stunt Rigging (Best Stunt Rigging)                                 | Die Bestimmung – Allegiant                               |
| Bestes Stunt Rigging (Best Stunt Rigging)                                 | The First Avenger: Civil War                             |
| Bestes Stunt Rigging (Best Stunt Rigging)                                 | Doctor Strange                                           |
| Bestes Stunt Rigging (Best Stunt Rigging)                                 | Doctor Strange                                           |
| Bestes Stunt Rigging (Best Stunt Rigging)                                 | X-Men: Apocalypse                                        |
| Bester Fahrzeugstunt (Best Work With A Vehicle)                           | Jason Bourne                                             |
| Bester Fahrzeugstunt (Best Work With A Vehicle)                           | Die Jones – Spione von nebenan                           |
| Bester Fahrzeugstunt (Best Work With A Vehicle)                           | Live by Night                                            |
| Bester Fahrzeugstunt (Best Work With A Vehicle)                           | Ride Along: Next Level Miami                             |
| Bester Fahrzeugstunt (Best Work With A Vehicle)                           | Teenage Mutant Ninja Turtles: Out of Shadows             |
| Bester Spezialstunt (Best Specialty Stunt)                                | Central Intelligence                                     |
| Bester Spezialstunt (Best Specialty Stunt)                                | Hacksaw Ridge                                            |
| Bester Spezialstunt (Best Specialty Stunt)                                | Hail, Caesar!                                            |
| Bester Spezialstunt (Best Specialty Stunt)                                | Die Jones – Spione von nebenan                           |
| Bester Spezialstunt (Best Specialty Stunt)                                | Die glorreichen Sieben                                   |
| Härtester Schlag (Hardest Hit)                                            | The First Avenger: Civil War                             |
| Härtester Schlag (Hardest Hit)                                            | Die glorreichen Sieben                                   |
| Härtester Schlag (Hardest Hit)                                            | Bad Neighbors 2                                          |
| Härtester Schlag (Hardest Hit)                                            | Office Christmas Party                                   |
| Härtester Schlag (Hardest Hit)                                            | Teenage Mutant Ninja Turtles: Out of Shadows             |
| Bester Stunt einer Frau (Best Overall Stunt By A Stunt Woman)             | The First Avenger: Civil War                             |
| Bester Stunt einer Frau (Best Overall Stunt By A Stunt Woman)             | Captain Fantastic – Einmal Wildnis und Zurück            |
| Bester Stunt einer Frau (Best Overall Stunt By A Stunt Woman)             | Mike and Dave Need Wedding Dates                         |
| Bester Stunt einer Frau (Best Overall Stunt By A Stunt Woman)             | Das Morgan Projekt                                       |
| Bester Stunt einer Frau (Best Overall Stunt By A Stunt Woman)             | Bad Neighbors 2                                          |
| Bester Stuntkoordinator (Best Stunt Coordinator And/Or 2nd Unit Director) | The First Avenger: Civil War                             |
| Bester Stuntkoordinator (Best Stunt Coordinator And/Or 2nd Unit Director) | Hacksaw Ridge                                            |
| Bester Stuntkoordinator (Best Stunt Coordinator And/Or 2nd Unit Director) | Jason Bourne                                             |
| Bester Stuntkoordinator (Best Stunt Coordinator And/Or 2nd Unit Director) | Die glorreichen Sieben                                   |
| Bester Stuntkoordinator (Best Stunt Coordinator And/Or 2nd Unit Director) | X-Men: Apocalypse                                        |
| Bester Stunt in einem ausländischen Film (Best Action In A Foreign Film)  | Alarm für Cobra 11: Cobra, übernehmen Sie! (Deutschland) |
| Bester Stunt in einem ausländischen Film (Best Action In A Foreign Film)  | Dog Brown (Belarus/Weißrussland)                         |
| Bester Stunt in einem ausländischen Film (Best Action In A Foreign Film)  | Gomorrah – Staffel 2 (Italien)                           |
| Bester Stunt in einem ausländischen Film (Best Action In A Foreign Film)  | Viking (Russland)                                        |